# Gmina Rešetari
Gmina Rešetari (chorw. Općina Rešetari) – gmina w Chorwacji, w żupanii brodzko-posawskiej.

## Miejscowości i liczba mieszkańców (2011)
- Adžamovci – 612
- Brđani – 252
- Bukovica – 152
- Drežnik – 464
- Gunjavci – 424
- Rešetari – 2450
- Zapolje – 399